# فیله

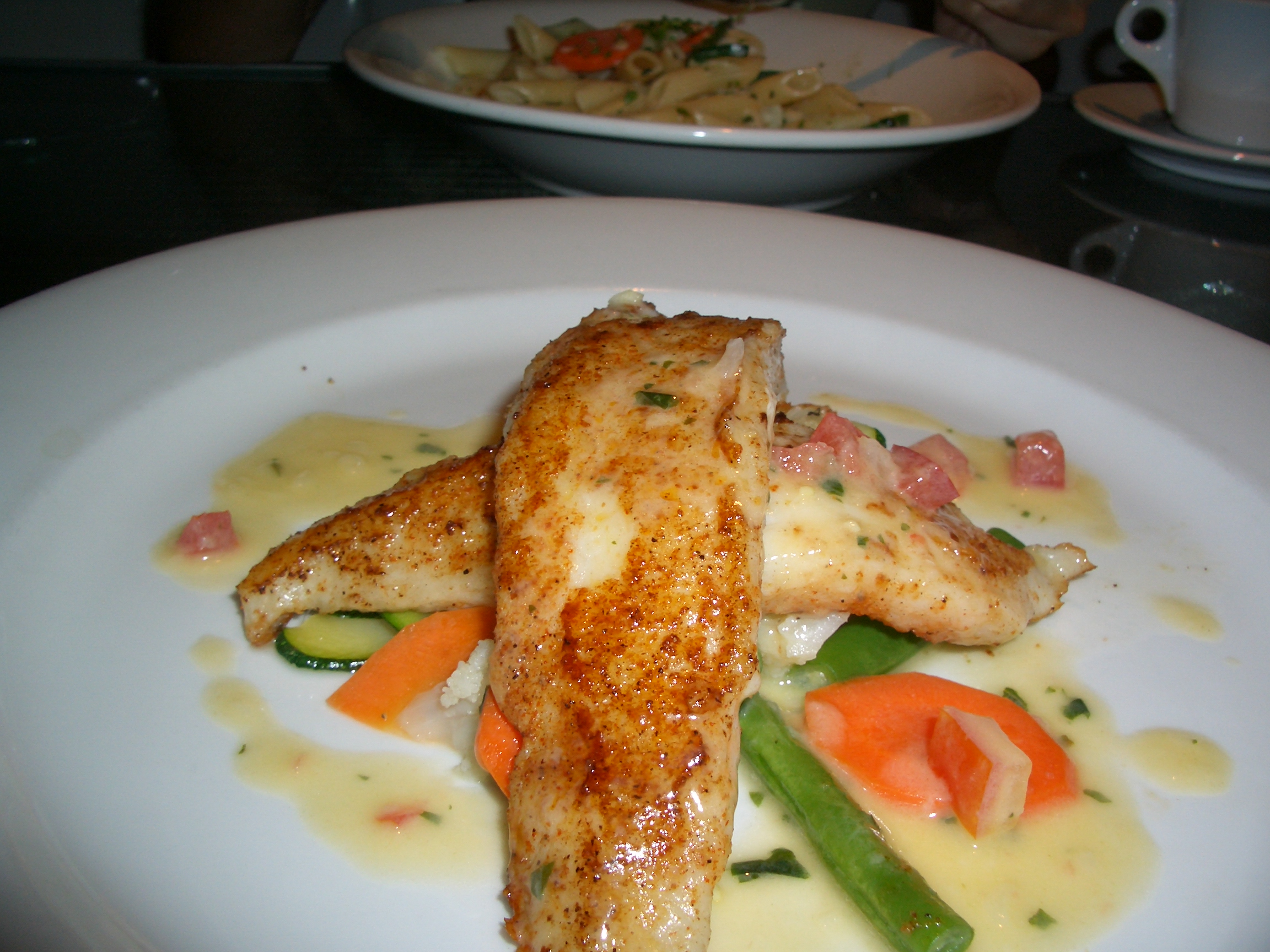
فیله زرکوب‌ماهی، نوعی ماهی

فیله (به انگلیسی: fillet, filet) (واژهٔ فرانسوی filet , تلفظ می‌شود [filɛ]) برش بدون استخوان از گوشت یا ماهی است. فیله اغلب یک ماده اصلی در بسیاری از غذاها است و بسیاری از غذاها به عنوان یکی از مواد تشکیل‌دهنده، نوع خاصی از فیله را می‌طلبند.
دربارهٔ گوشت گاو، این اصطلاح اغلب به فیله گوشت گاو در ایالات متحده، به ویژه فیله مینیون اشاره دارد.